# Scripps Networks Interactive
Scripps Network Interactive was een Amerikaans mediabedrijf. In de Verenigde Staten was het bedrijf marktleider in lifestyle media.
Het bedrijf vloeide op 1 juli 2008 voort uit E.W. Scripss Company en is genoteerd aan de NYSE. Directeur van het bedrijf was Kenneth Love. Love richtte in 1994 de eerste televisiezender van SNI, HGTV, op. Het hoofdkantoor van het bedrijf bevindt zich in Knoxville. 
Scripps was eigenaar van verschillende televisiezenders en radiozenders. Daarnaast produceert men magazines, boeken en andere mediauitingen. Bekende televisiezenders van het bedrijf waren Food Network, DIY Network, Cooking Channel, HGTV, Great American Country en Travel Channel. Deze laatste is ook in Nederland te ontvangen.
Op 31 juli 2017 kondigde Discovery, Inc. aan Scripps Network Interactive over te willen nemen. Na goedkeuring van zowel de United States Department of Justice en de Europese Commissie, werd de verkoop op 6 maart 2018 afgerond.